# 马景林
马景林（1969年7月—），男，汉族，中华人民共和国政治人物。现任北京市第四中学校长，全国政协教科卫体委员会委员。第十三、十四届全国政协委员。